# Genevieve O'Reilly
Genevieve O'Reilly (Dublino, 6 gennaio 1977) è un'attrice irlandese.

## Biografia
O'Reilly, nata a Dublino, è cresciuta ad Adelaide, primogenita di quattro fratelli. All'età di 20 anni si trasferisce a Sydney per frequentare il National Institute of Dramatic Art. Nel 2005 si trasferisce a Londra con suo marito, Luke Mulvihill. La O'Reilly ha recitato nelle opere teatrali The White Devil, The Way of the World., The Weir di Conor McPherson, al Gate Theatre, Riccardo II all'Old Vic, al Royal National Theatre con l'opera teatrale di Mike Bartlett, 13, in Emperor and Galilean del 2011, in The Doctor's Dilemma del 2012., in Splendour di Abi Morgan al Donmar Warehouse e in The Ferryman.
Nel 2003 la O'Reilly esordisce al cinema interpretando l'ufficiale Wirtz nei due sequel di Matrix diretti dai fratelli Wachowski Matrix Reloaded e Matrix Revolutions. In seguito prende parte a due episodi della saga di Guerre Stellari, interpretando il personaggio di Mon Mothma nei film Star Wars: Episodio III - La vendetta dei Sith (Star Wars: Episode III - Revenge of the Sith, 2005), Rogue One: A Star Wars Story (2016) e nella serie televisiva Andor, personaggio cui presta la voce anche nella serie animata Star Wars Rebels (2017). Nel 2007 impersona Lady Diana nel film per la televisione Diana - Gli ultimi giorni di una principessa (Diana: Last Days of a Princess).

## Filmografia

### Attrice

#### Cinema
- Matrix Reloaded, regia di Laurence e Andrew Paul Wachowski (2003)
- Matrix Revolutions, regia di Laurence e Andrew Paul Wachowski (2003)
- Right Here Right Now, regia di Matthew Newton (2004)
- Star Wars: Episodio III - La vendetta dei Sith (Star Wars: Episode III - Revenge of the Sith), regia di George Lucas (2005)
- The Young Victoria, regia di Jean-Marc Vallée (2009)
- Forget Me Not, regia di Rebecca Long (2010)
- Survivor, regia di James McTeigue (2015)
- The Legend of Tarzan, regia di David Yates (2016)
- Rogue One: A Star Wars Story, regia di Gareth Edwards (2016)
- L'uomo di neve (The Snowman), regia di Tomas Alfredson (2017)
- Tolkien, regia di Dome Karukoski (2019)
- Il ragazzo che diventerà re (The Kid Who Would Be King), regia di Joe Cornish (2019)
- Chi è senza peccato - The Dry (The Dry), regia di Robert Connolly (2020)

#### Televisione
- BeastMaster – serie TV, episodio 3x07 (2001)
- Young Lions – serie TV, episodio 1x07 (2002)
- All Saints – serie TV, 15 episodi (2002-2005)
- Mary Bryant – miniserie TV, 2 episodi (2005)
- Second Chance, regia di Peter Andrikidis – film TV (2005)
- Life, regia di David Cameron – film TV (2005)
- The State Within - Giochi di potere – miniserie TV, 6 episodi (2006)
- The Time of Your Life – miniserie TV, 6 episodi (2007)
- Diana - Gli ultimi giorni di una principessa (Diana: Last Days of a Princess), regia di Richard Dale – film TV, documentario (2007)
- Spooks – serie TV, 7 episodi (2009)
- The Day of the Triffids – miniserie TV, 1 episodio (2009)
- New Tricks - Nuove tracce per vecchie volpi – serie TV, episodio 7x10 (2009)
- Law & Order: UK – serie TV, episodio 4x06 (2010)
- Waking the Dead – serie TV, episodi 9x01-9x02 (2011)
- Episodes – serie TV, 14 episodi (2011-2014)
- L'ispettore Barnaby (Midsomer Murders) – serie TV, episodio 14x08 (2012)
- The Last Weekend – miniserie TV, 3 episodi (2012)
- Crossing Lines – serie TV, episodi 1x01-1x02 (2013)
- The Honourable Woman – miniserie TV, 7 episodi (2014)
- Banished – miniserie TV, 7 episodi (2015)
- Glitch – serie TV, 12 episodi (2015-2017)
- Il giovane ispettore Morse (Endeavour) – serie TV, episodio 3x02 (2016)
- The Secret – miniserie TV, 4 episodi (2016)
- The Fall - Caccia al serial killer – serie TV, episodio 3x02 (2016)
- Tin Star – serie TV, 25 episodi (2017-2020)
- Andor – serie TV, 17 episodi (2022-2025)
- Ahsoka – serie TV (2023)

### Doppiatrice
- Star Wars Rebels – serie TV, 5 episodi (2017)
- Overwatch – videogioco (2017)

## Doppiatrici italiane
Nelle versioni in italiano delle opere in cui ha recitato, Genevieve O'Reilly è stata doppiata da:
- Sabrina Duranti in Rogue One: A Star Wars Story, Andor, Ahsoka
- Claudia Catani ne L'uomo di neve, Chi è senza peccato - The Dry
- Laura Lenghi in Survivor
- Fabrizia Castagnoli in Tolkien
- Roberta Pellini in The Honourable Woman
- Francesca Fiorentini in The Fall - Caccia al serial killer
- Alessandra Korompay in Tin Star
- Chiara Colizzi in Diana - Gli ultimi giorni di una Principessa

Come doppiatrice è sostituita da:
- Sabrina Duranti in Star Wars Rebels
- Marcella Silvestri in Overwatch